# The Doctor Takes a Wife
The Doctor Takes a Wife (br.: Esposa de Mentira / pt.: Os médicos também casam) é um filme de comédia estadunidense de 1940, dirigido por Alexander Hall para a Columbia Pictures.

## Elenco
- Loretta Young...June Cameron
- Ray Milland...Dr. Timothy Sterling
- Reginald Gardiner...John R. Pierce
- Gail Patrick...Marilyn Thomas
- Edmund Gwenn...Dr. Lionel Sterling
- Frank Sully...Louie Slapcovitch
- Gordon Jones...O'Brien
- Georges Metaxa...Jean Rovere
- Charles Halton...Dr. Streeter
- Joseph Eggenton...Dr. Nielson
- Paul McAllister...Dean Lawton
- Chester Clute...Johnson
- Hal K. Dawson...Charlie
- Edward Van Sloan...Burkhardt
- Virginia Sale...estudante (não creditada)

## Sinopse
June Cameron é uma mulher solteira independente que escreveu um livro sobre sua vida. Com o sucesso, o editor John a chama para encomendar-lhe um segundo livro. Ela estava de férias e volta às pressas, forçando o professor solteirão Timothy Sterling a lhe dar uma carona. Ao passarem por uma capela, um menino coloca inadvertidamente um cartaz de recém-casados no carro dele e imediatamente o boato de que a escritora desistiu de ser solteira se espalha. Após o espanto inicial, o editor acha que um livro sobre a vida de casada venderá mais mas o professor não quer saber de colaborar pois gosta de outra mulher, Marilyn. Até que muda de ideia quando é promovido na universidade porque o reitor só confia em "casados". Marilyn concorda em esperar e Tim e June passam a dividir o apartamento dela pensando em forjarem um divórcio dali a três meses quando ela terminará o novo livro, iniciando uma série de confusões com os amigos e famílias de ambos que não sabem do "acordo".